# Valentin Silvestru
Valentin Silvestru (* 20. Oktober 1924 in Vaslui; † 25. November 1995 in Bukarest) war ein rumänischer Theaterkritiker und -wissenschaftler, Dramatiker, Regisseur, Journalist, Prosaautor und Essayist.

## Leben
Silvestru studierte nach dem Besuch des Gymnasiums in Iaşi von 1942 bis 1949 Literatur und Philosophie an der Universität Bukarest. Er arbeitete als Journalist für die Zeitschriften  Zeitungen Victoria (1944–1945) und România liberă (1945–1946) und war dann Redakteur bei Rampa und Flacăra (1948–1950) und Chefredakteur bei Probleme de cinematografie (1951–1953). Bis 1969 war er Kolumnist und Leiter der Kulturredaktion bei Contemporanul und bis 1992 bei România literară. Daneben wirkte er 1950–1951 als künstlerischer Leiter des Bukarester Filmstudios und von 1953 bis 1959 als Professor für Ästhetik am Bukarester Theaterinstitut. Bis nach 1990 unterrichtete er an der Universitatea Hyperion.
Mit satirischen und humoristischen Texten debütierte Silvestru 1940 in der von Tudor Mușatescu geleiteten Zeitschrift Mitică. Seine erste theaterkritische Arbeit war ein Artikel über Henrik Ibsen, der 1943 in der Zeitschrift Ecoul erschien. Neben satirischen und humoristischen Texten, Kurzgeschichten und Skizzen verfasste er vor allem zahlreiche Theaterkritiken und Arbeiten zur Geschichte des Theaters in Rumänien. Unter anderem wurde er mit Preisen der Asociația Oamenilor de Teatru și Muzică, der rumänischen Schriftstellerverbandes und der Rumänischen Akademie ausgezeichnet.

## Werke
- Trenul regal, Roman, 1949
- Intr-o noapte instelata, 1951
- Bordeiul de la Poarta Alba, Skizzen, 1952
- O femeie apriga, humoristische Skizzen, 1955
- Jurnalul cu file violete, humoristische Skizzen, 1955
- Din fotoliul spectatorului. Insemnari teatrale dintr-o calatorie in U.R.S.S., 1956
- Teatrul National "I. L. Caragiale" la Paris 1957
- Necazurile lui Surubel, fabula vesela pentru papusi, in cinci intimplari 1959
- Intoarcerea zinei minunilor pe pamtant, Puppenspiel, 1962
- Suferintele Haralambinei, Puppenspiel, 1964
- Jules Cazaban, Monografie, 1964
- Glastra cu sfecle. Microfoiletoane, momente si schite vesele, 1965
- Personajul in teatru, 1966
- Prezenta teatrului, kritische Studien, 1968
- Tufa de Venetia, Skizzen, 1971
- Spectacole in cerneala, Theaterstudien, 1972
- 1000 de ore in Spania, 1972
- De ce rideau gepizii, humoristische Skizzen, 1973
- Cind ploua, taci si-asculta, humoristische Skizzen, 1974
- Caligrafii pe cortina, Fünf kritische Glossen, 1974
- Zina castravetilor, humoristische Skizzen, 1976
- Clio si Melpomena. Prezenta istoriei trecute si a celei actuale in universul literaturii dramatice si al scenei romanesti 1977
- Sub zodia comediei. Culegere de umor romanesc si strain, zwei Bände, 1978–1980
- Jules Cazaban, Monographie, 1979
- Antologia piesei romanesti intr-un act, vier Bände, 1979–1982
- Elemente de caragialeologie, 1980
- Arta imbrobodirii. Schite vesele, satirice si de alte feluri, 1982
- Ora 19.30. Studii critice asupra teatrului dramatic din deceniul opt al secolului douazeci, 1983
- Un deceniu teatral. Studii de critica si istorie, 1984
- Carte despre Toma Caragiu, Monographie, 1984
- Ce mai facil, humoristische Prosa, 1988
- Umorul in literatura si arta. Glose istorice si teoretice, 1988
- Birlic, o viata traita pe scena, Monographie, 1991
- Arta imbrobodirii, 1993
- Un bou pe calea ferata, 1993
- Oasele ca proprietate personala, 1993
- Praf si pulbere, 1996
- Alexandru Giugaru, un geniu al scenei, Monographie, (1996)